# 中湧別駅
中湧別駅（なかゆうべつえき）は、北海道（網走支庁）紋別郡上湧別町字中湧別中町（現・湧別町中湧別中町）にあった北海道旅客鉄道（JR北海道）名寄本線の駅（廃駅）である。事務管理コードは▲122124。名寄本線は当駅で本線と湧別支線が分岐し、加えて1987年（昭和62年）までは湧網線の分岐駅であった。

## 歴史

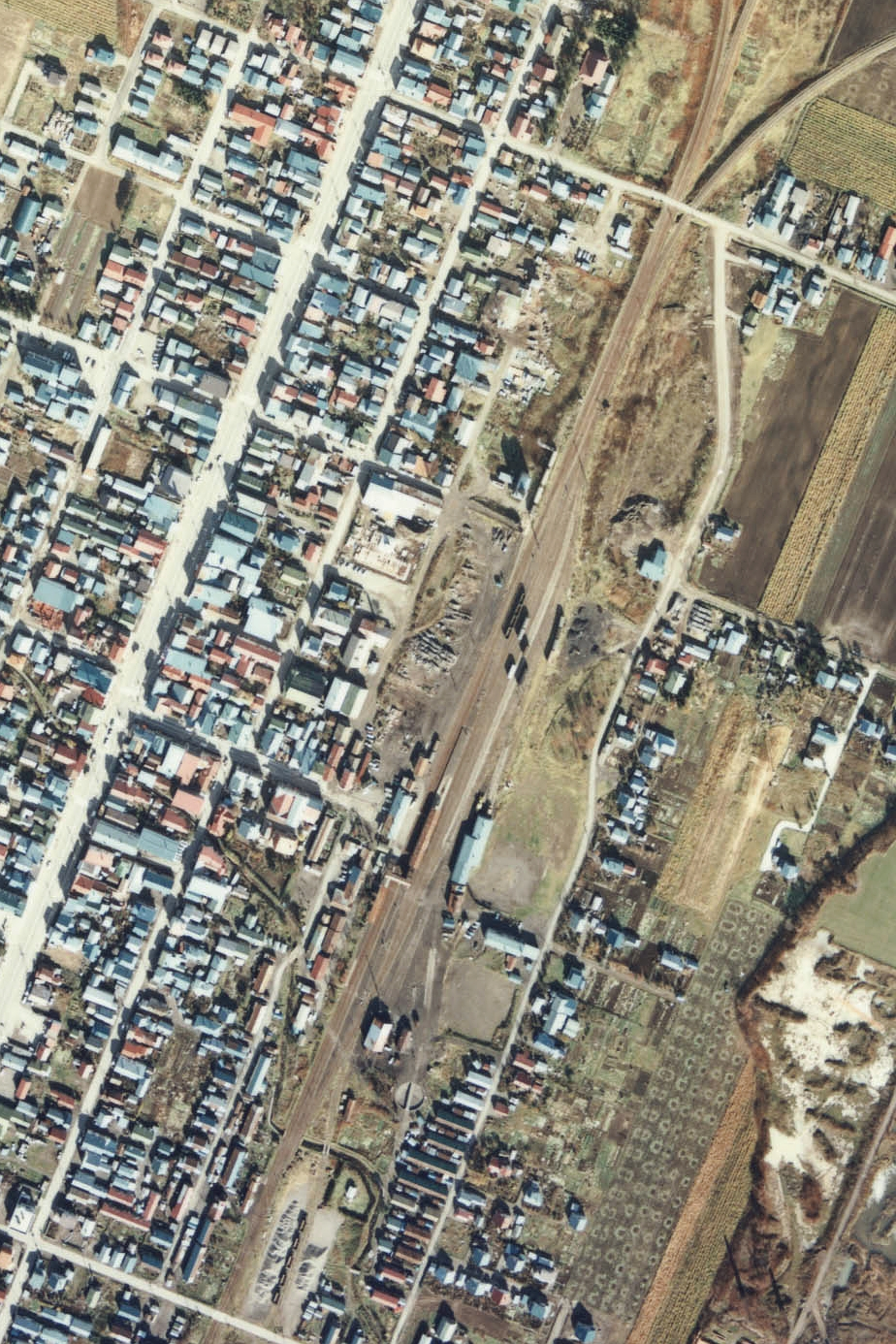
1977年の中湧別駅と周囲約500m×750m範囲。上は左が名寄本線紋別方面、中央が湧別支線湧別方面、右が湧網線網走方面。下が名寄本線遠軽方面。大きな駅舎を持ち、千鳥型にずれた形の国鉄型配線の2面3線と駅舎横の貨物ホームへ引込み線、駅裏には多くの側線を有する。湧網線、湧別支線の起点駅として小さな機関区を持っていて、駅舎正面に整備用車庫が設置されている他、南側には転車台を含めて蒸気機関車時代の古い施設がそのまま残されている。ストックヤードは分散しており、駅舎横の貨物ホーム側には木材、駅裏北側には石炭、駅構外南側には白い鉱物質（不明）がそれぞれ野積みされている。構外南側のヤードへは引込み線が伸び、無蓋のホッパー車が認められる。

1980年（昭和55年）まで運行されていた急行「天都」の停車駅であった。

### 年表
- 1916年（大正5年）11月21日：鉄道院湧別軽便線社名淵（後の開盛） - 下湧別駅（後の湧別）間延伸開通に伴い開業[3]。一般駅。野付牛（現・北見）機関庫中湧別分庫設置。
- 1919年（大正8年）：富士製紙が湧別町芭露より当駅裏土場まで馬車鉄道による森林軌道敷設[4][5]。
- 1922年（大正11年）9月2日：湧別軽便線が湧別線に改称され、同線の駅となる。
- 1923年（大正12年）11月5日：中湧別機関分庫が渚滑機関庫所属となる。
- 1924年（大正13年）10月1日：中湧別機関分庫廃止。
- 1930年（昭和5年）頃：富士製紙の森林軌道廃止[4]。
- 1932年（昭和7年）10月1日：湧別線が名寄本線に編入され、同線の駅となる。
- 1935年（昭和10年）10月20日：湧網西線当駅 - 計呂地駅間開通に伴い同線の分岐駅となる[6]。
- 1949年（昭和24年）6月1日：日本国有鉄道に移管。
- 1953年（昭和28年）10月22日：湧網西線が湧網線に改称され、同線の分岐駅となる。
- 1958年（昭和33年）：駅舎改築[7]。
- 1982年（昭和57年）11月15日：貨物取扱い廃止[1]。
- 1984年（昭和59年）2月1日：荷物取扱い廃止[1]。
- 1987年（昭和62年）
  - 3月20日：湧網線が廃止される[6]。
  - 4月1日：国鉄分割民営化によりJR北海道に継承[1]。
- 1989年（平成元年）5月1日：名寄本線の廃線に伴い廃止となる[1]。

### 駅名の由来
所在地名より。地名は、湧別川の中流に位置していたために「湧別」に「中」を冠する。

## 駅構造
廃止時点で、単式ホーム・島式ホーム複合型2面3線を有する地上駅で、列車交換可能な交換駅であった。互いのホームは駅舎側ホーム北側と島式ホーム南側を結んだ跨線橋で連絡した。1983年（昭和58年）時点では、駅舎側（西側）が上下共用の1番線、島式ホーム駅舎側が名寄本線下りの2番線、外側が湧網線発着用の上下共用の3番線となっていた。また島式ホーム北側は切欠きとなっていたが側線扱いとなっていた。3番線の外側に多数の側線を有し、そのほか1番線の名寄方から分岐し駅舎北側の貨物ホームへの貨物側線を2線有していた。名寄本線湧別支線と湧網線の合流地点にはシーサス・クロッシングが設置されていた。
職員配置駅となっており、駅舎は構内の北側に位置し単式ホームから少し離れた場所に存在していた。コンクリート製の駅舎であった。

## 利用状況
乗車人員の推移は以下のとおり。年間の値のみ判明している年については、当該年度の日数で除した値を括弧書きで1日平均欄に示す。乗降人員のみが判明している場合は、1/2した値を括弧書きで記した。
| 年度               | 乗車人員 | 乗車人員 | 出典   | 備考 |
| 年度               | 年間     | 1日平均  | 出典   | 備考 |
| ------------------ | -------- | -------- | ------ | ---- |
| 1978年（昭和53年） |          | 663      | [ 10 ] |      |

## 駅周辺
- 国道242号（置戸国道）[11]
- 北海道道712号緑蔭中湧別停車場線
- 遠軽警察署中湧別駐在所
- 中湧別郵便局[11]
- 遠軽信用金庫中湧別支店
- 北海道銀行中湧別支店
- 北海道湧別高等学校
- 湧別町立中湧別小学校
- 湧別川[11]

## 駅跡
旧駅構内は1993年（平成5年）4月1日から上湧別町（当時）により「中湧別鉄道資料館」として整備され、さらに資料館を包含する形で「道の駅中湧別」として整備された。その後道の駅は「道の駅かみゆうべつ温泉チューリップの湯」としてリニューアルされ、鉄道資料館は「上湧別百年記念公園 中湧別駅記念館」となった。また「湧別町文化センターTOM」が開設された。

### 道の駅

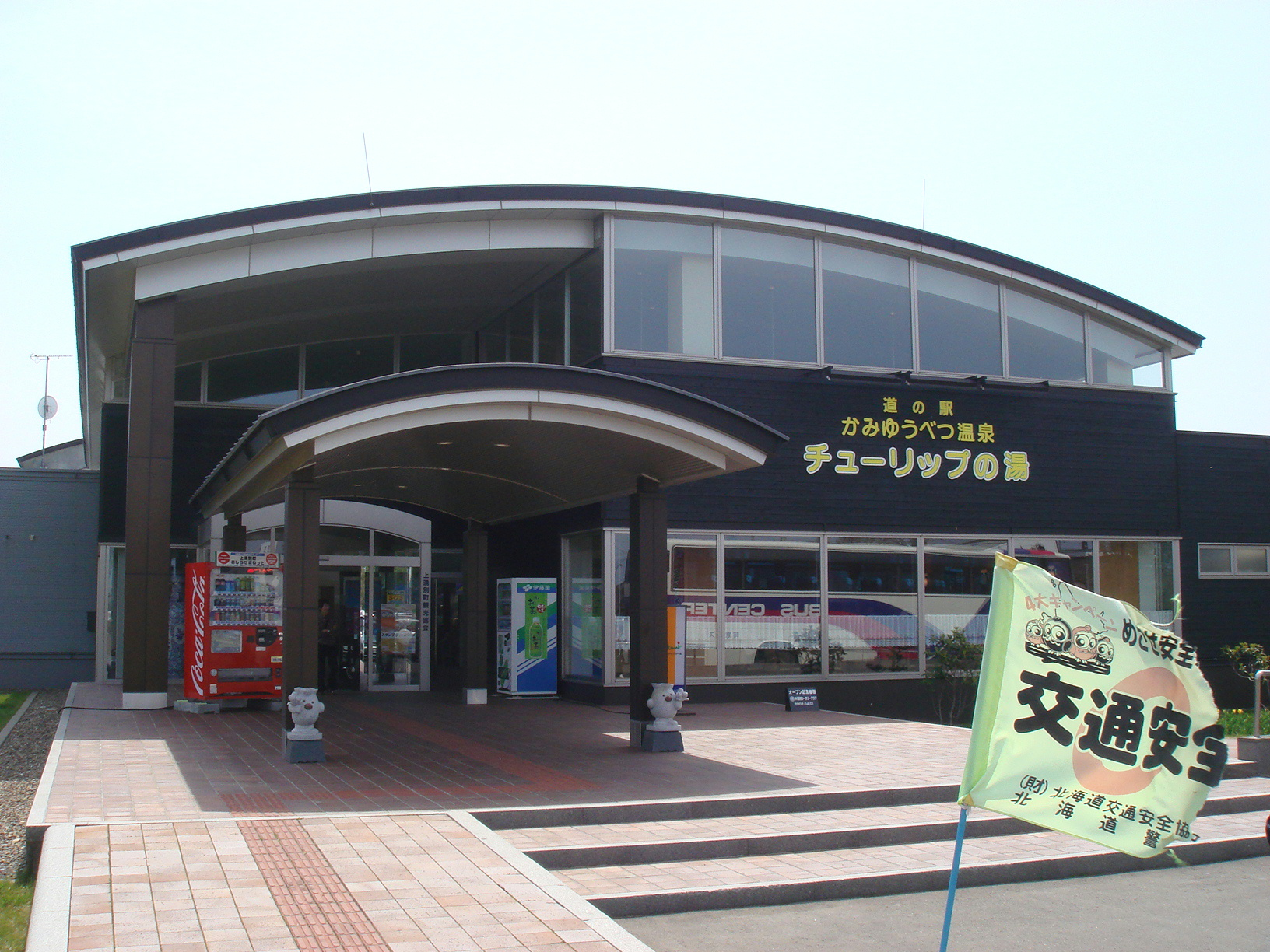
かみゆうべつ温泉チューリップの湯

道の駅かみゆうべつ温泉チューリップの湯を参照。

### 上湧別百年記念公園 中湧別駅記念館
駅舎は撤去されたが、開業当時からの木造跨線橋及びレールとホームが保存・展示されている。車輌は旧1番線と旧2番線上に横付けする形で除雪用モーターカー（番号無し。形状からTMC200CSと思われる）1両と、ヨ3500形車掌車ヨ4407、ヨ4421、ヨ4430、ヨ4433の4両が静態保存・展示されている。車掌車内にはダイヤグラム、ダルマストーブなどの古い備品類、また「文化センターTOM」内にも駅名標や制服、改札鋏などの名寄本線関連の備品などが保存・展示されている。ホームの湧別方には腕木式信号機が設置保存され、遠軽方には「国有鉄道 中湧別保線区之碑」という石碑が建立されている。
2011年（平成23年）時点でも同様で、ホームには本物の駅名標も保存されていた。

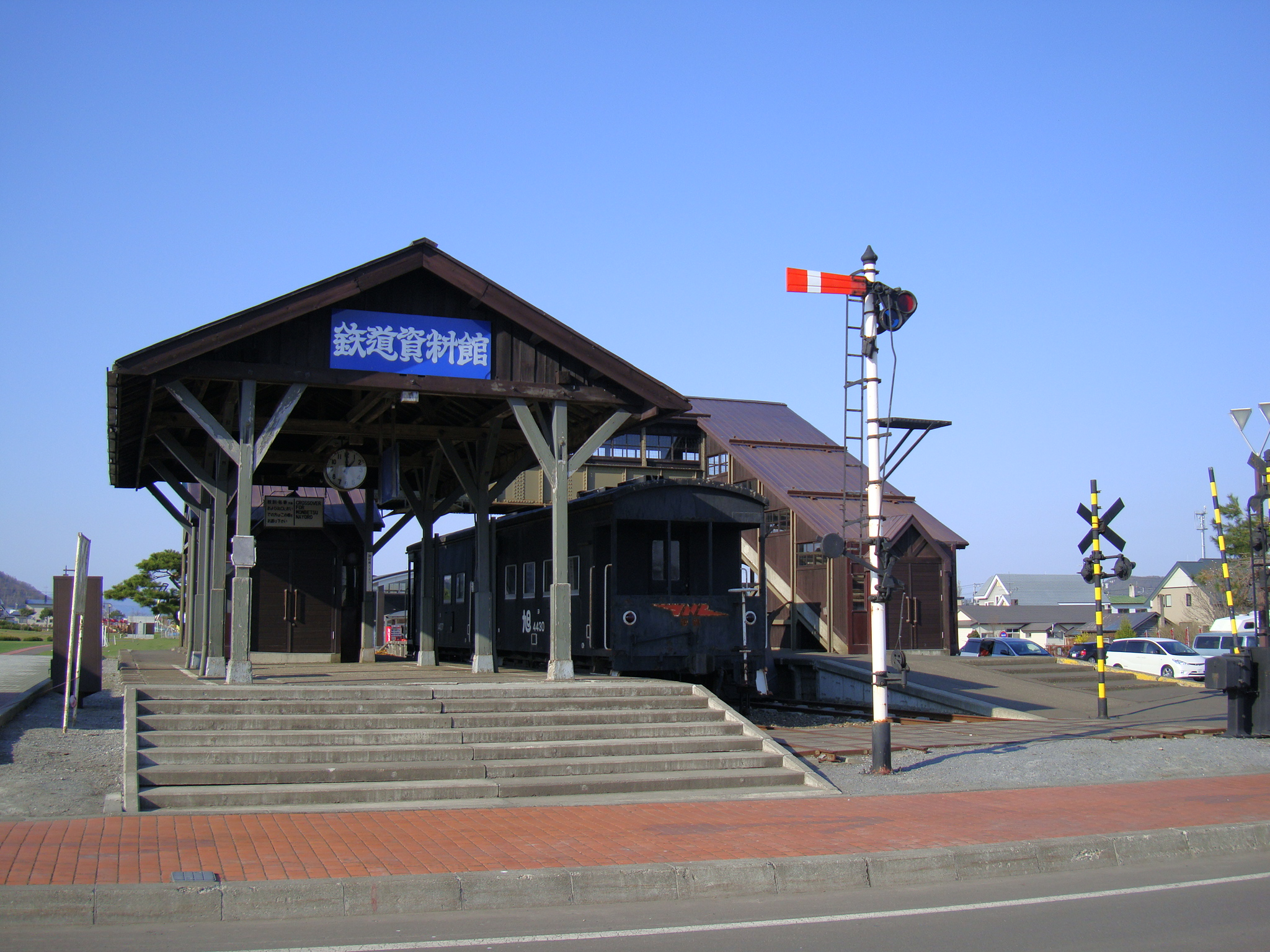
ホームと跨線橋はそのまま活用される
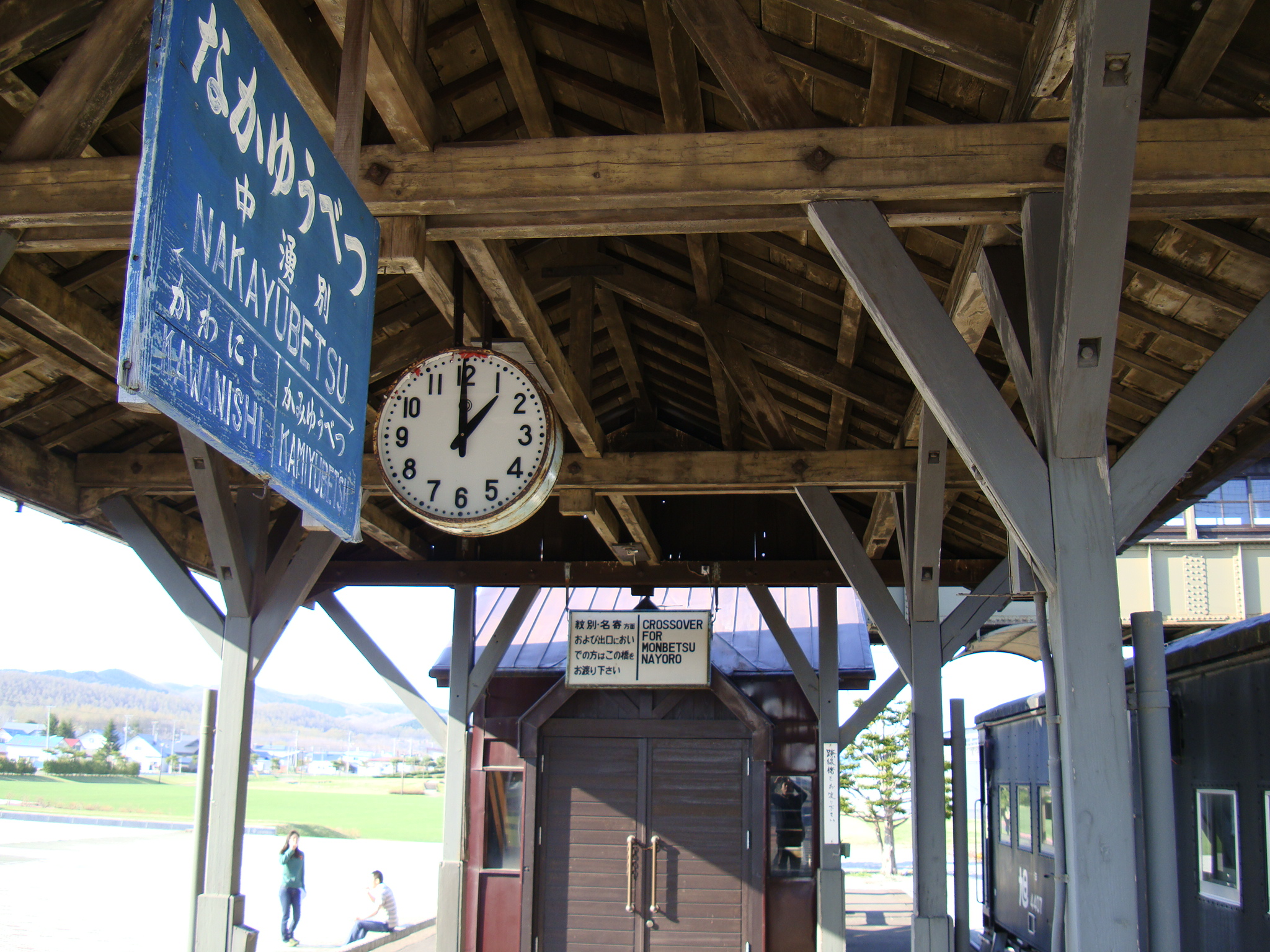
駅名標や乗換案内板もそのまま
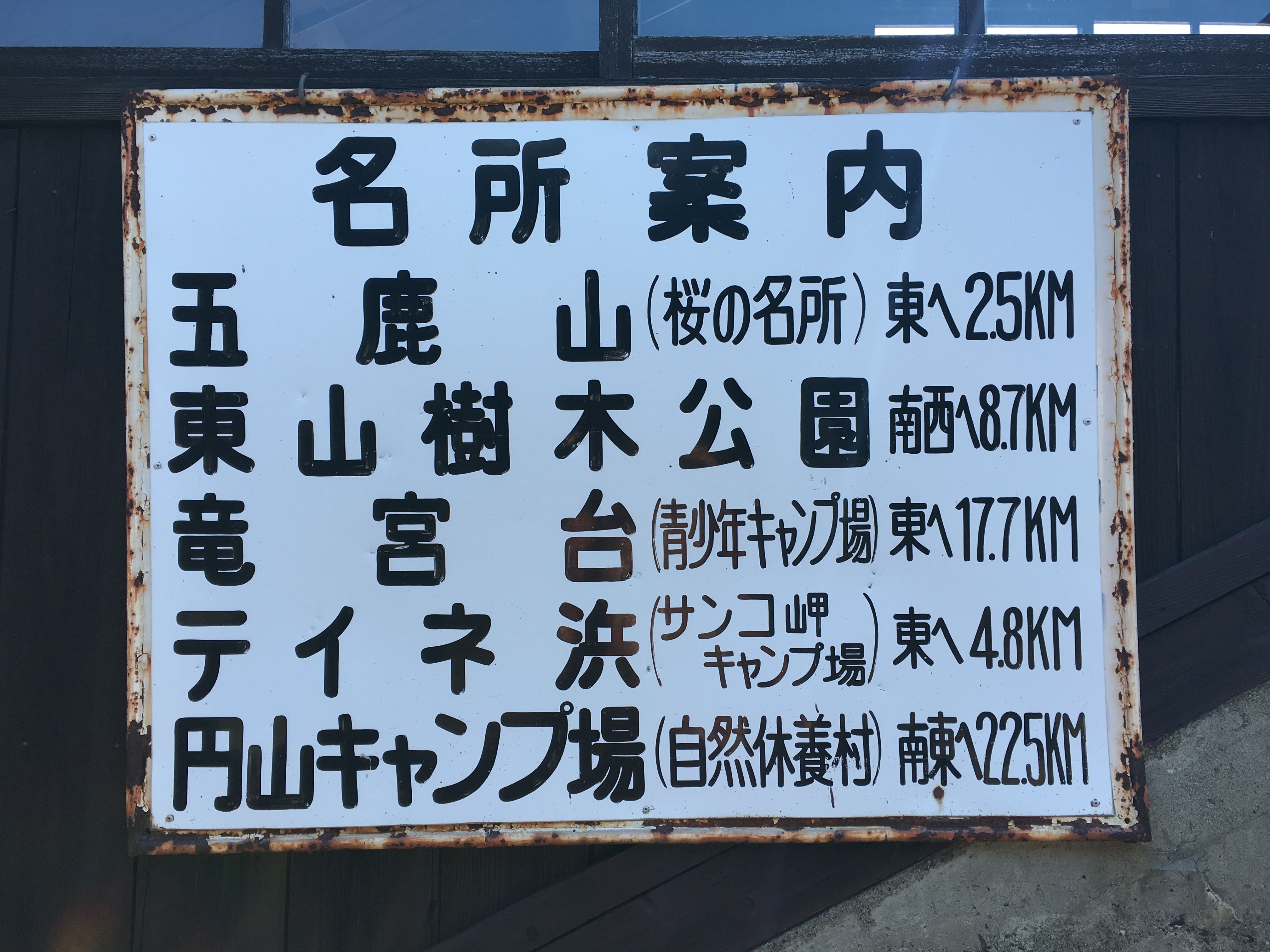
名所案内
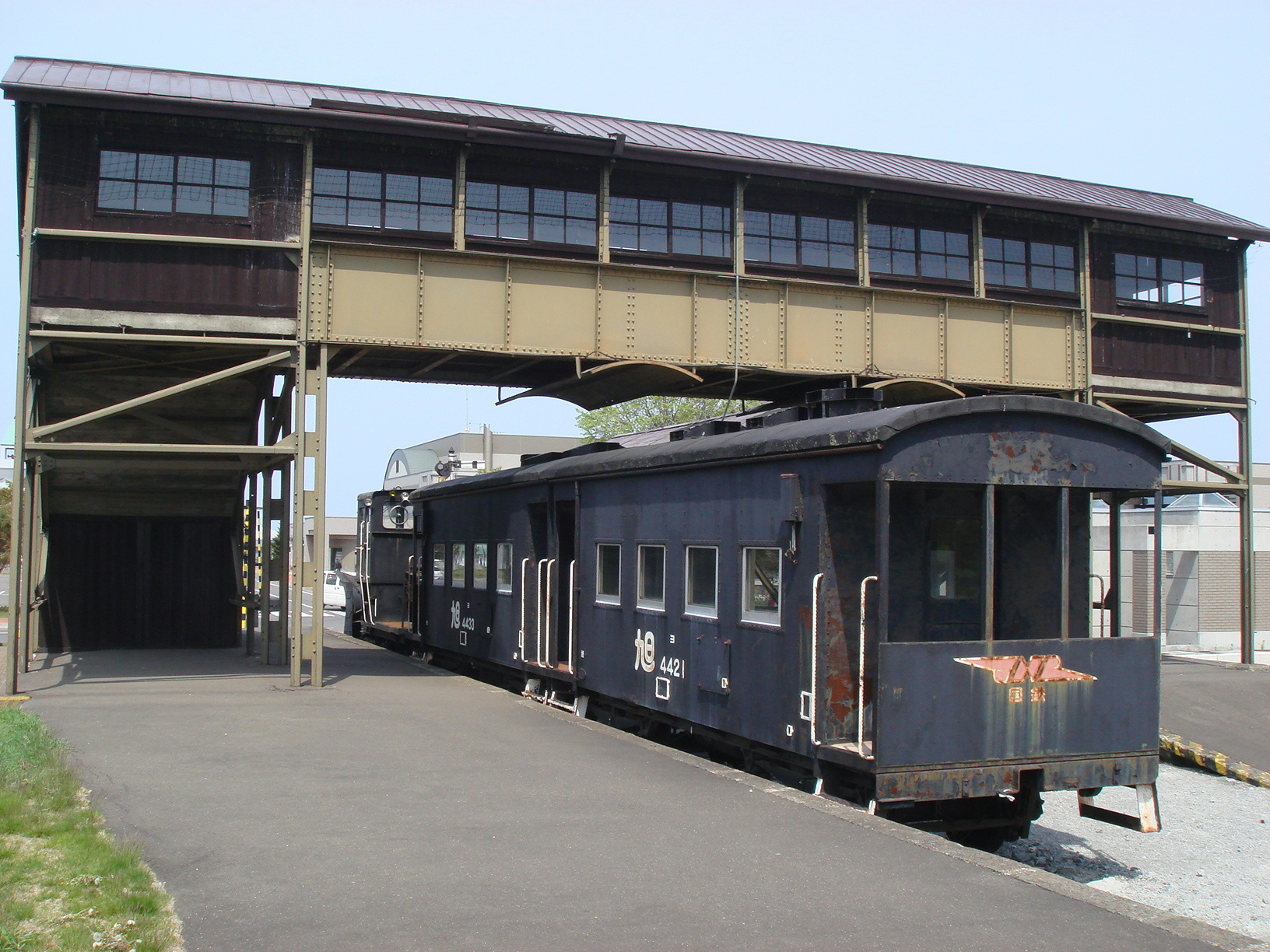
入口反対側のホーム上
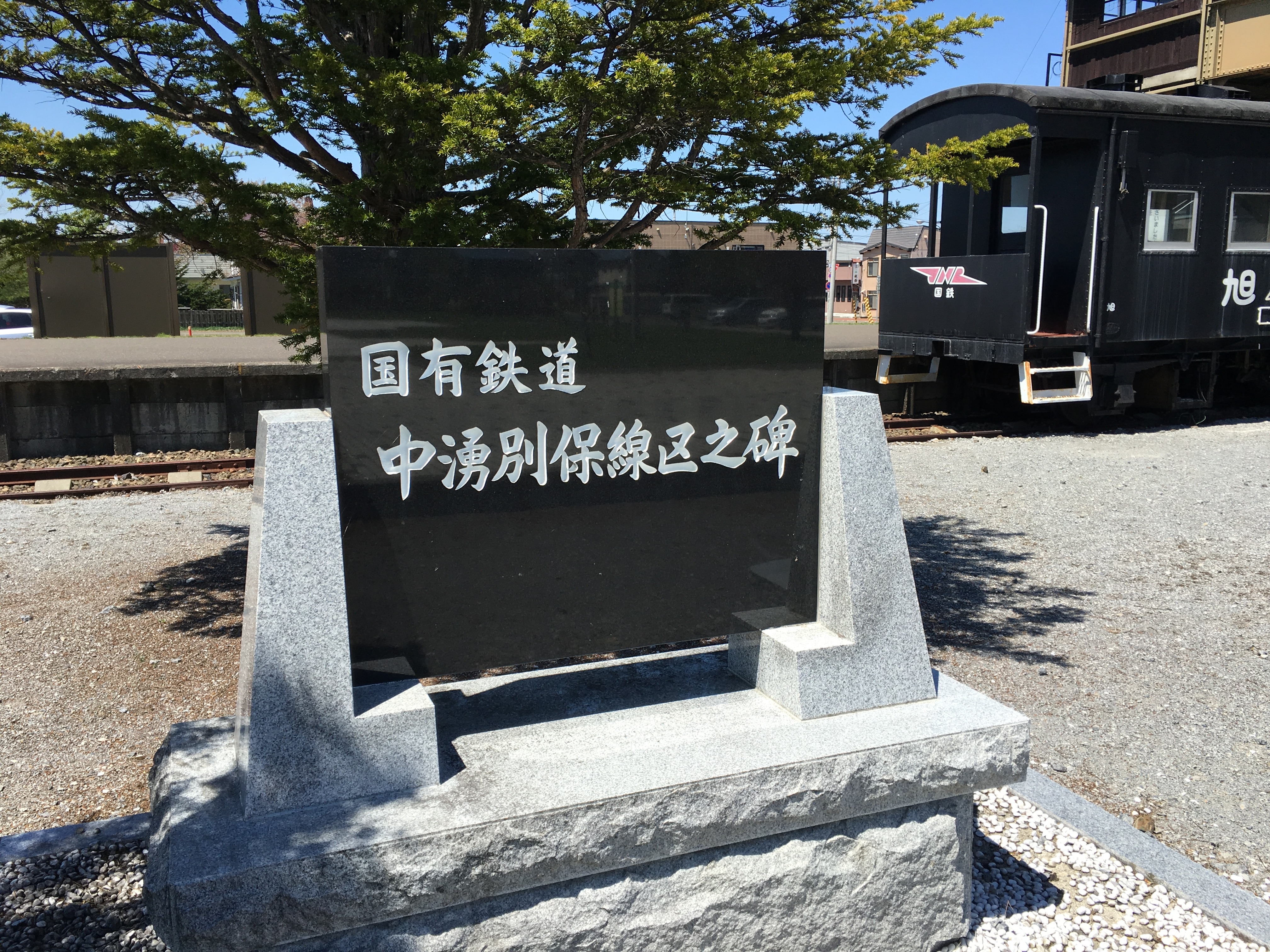
中湧別保線区之碑

### 湧別町文化センターTOM

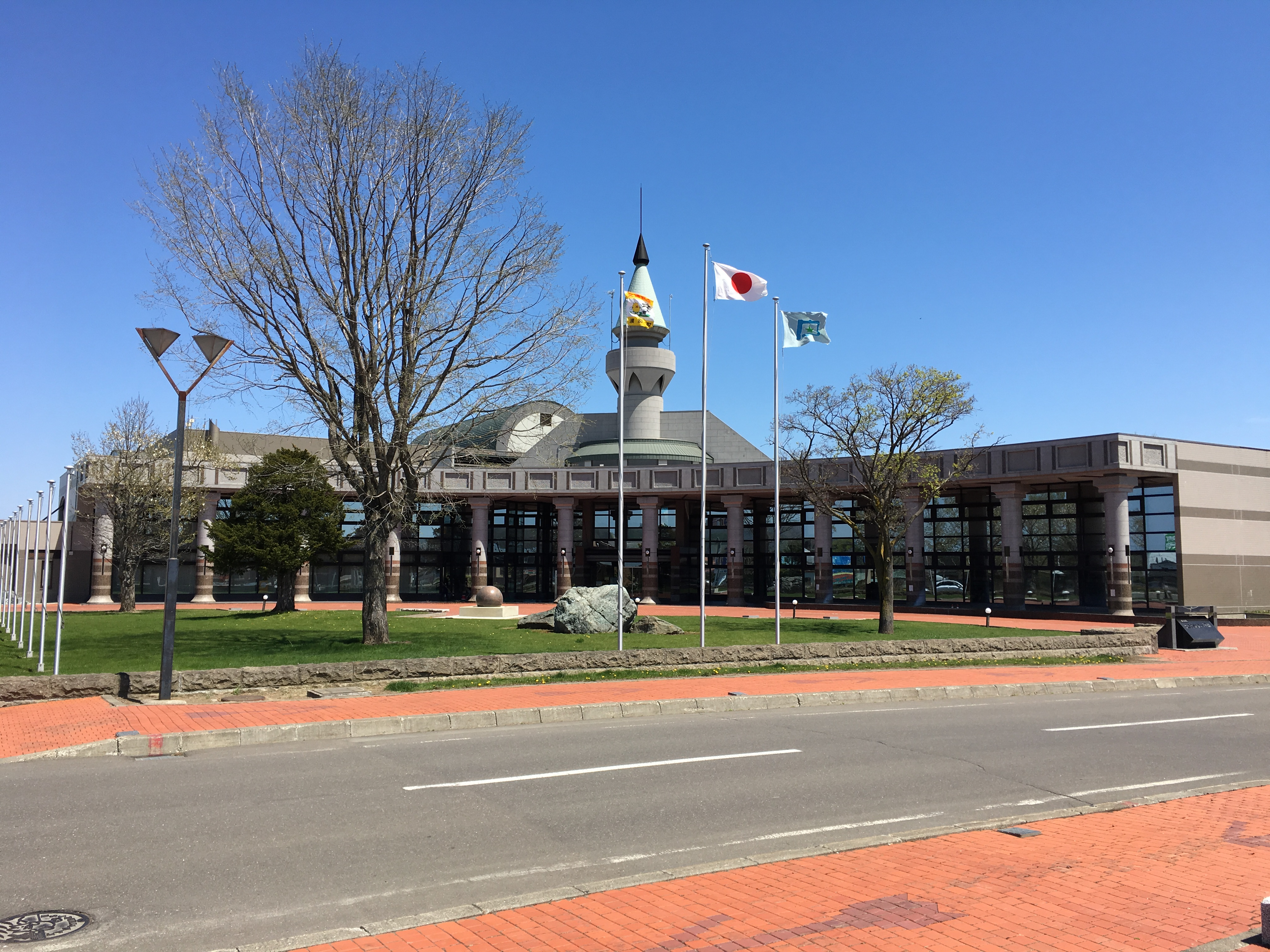
湧別町文化センターTOM

文化ホールと公民館、図書館、漫画美術館、湧別町役場中湧別出張所等がある複合施設。鉄道資料館の管理も行っている。
名称の「TOM」には、
T：チューリップ (Tulipa)
O：オホーツク (Okhotsk)
M：漫画（まんが、Manga）、ミュージアム (Museum)
などの意味合いが込められている。

#### バス路線

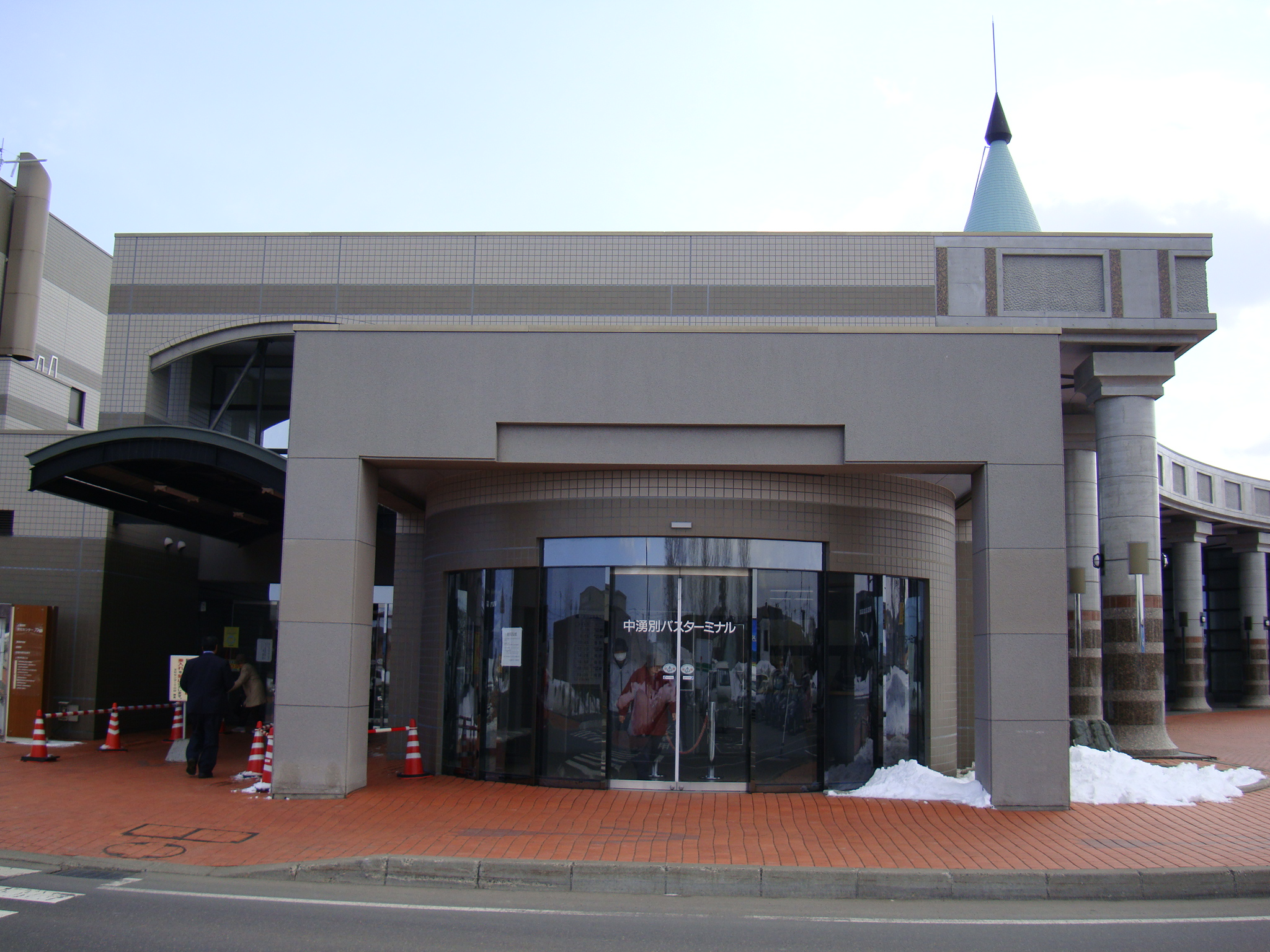
廃止された北海道北見バス中湧別案内所

かつては文化センターTOMの一角に北海道北見バス中湧別案内所が設置されていたが、1992年（平成4年）5月1日の網走バス中湧別営業所廃止以来乗車券販売を受託していた網走バスの路線が2010年（平成22年）10月1日に廃止されたことから同日付で廃止、無人待合室化されている。北海道北見バスの乗車券は文化センターTOM内の上湧別町商工会で取り扱う。
2007年（平成19年）4月1日より札幌行高速えんがる号が乗り入れていたが、2012年（平成24年）4月1日に遠軽 - 札幌間に短縮となり中湧別乗り入れは廃止された。乗車券の発売は上湧別商工会などで引き続き取り扱う。
- 北海道北見バス・北紋バス
  - 湧別・紋別方面
  - 遠軽方面
- 湧別町営バス
  - 上富美方面
  - 川西・旭方面
  - 芭露・計呂地・佐呂間方面

## 隣の駅
北海道旅客鉄道（JR北海道）
名寄本線
川西駅 - 中湧別駅 - 北湧駅
名寄本線（支線）
中湧別駅 - 四号線駅
日本国有鉄道
湧網線
中湧別駅 - 五鹿山仮乗降場 - 福島仮乗降場 - 芭露駅